# Saint-Ybard
Pour l’article ayant un titre homophone, voir Saint-Ybars.
Saint-Ybard est une ancienne commune française située dans le département de la Corrèze et la région Nouvelle-Aquitaine. 
Le 1er janvier 2025, elle fusionne avec Saint-Martin-Sepert et Saint-Pardoux-Corbier pour former la commune nouvelle des Trois-Saints.

## Géographie

### Localisation
Saint-Ybard est une commune rurale située au bord de la Vézère, au centre-ouest de la France, en bordure ouest du Massif central.
Saint-Ybard est à 7 km au nord-ouest d’Uzerche, à 36 km au nord-ouest de la préfecture Tulle, à 49 km au nord de Brive-la-Gaillarde et à 55 km au sud de Limoges.
Le territoire de la commune est limitrophe de ceux de quatorze communes :
| Montgibaud Benayes                        | Masseret Salon la Tour | Meilhards Lamongerie        |
| Saint-Pardoux-Corbier Saint-Martin-Sepert | Saint-Ybard            | Condat-sur-Ganaveix Eyburie |
| Troche                                    | Vigeois                | Uzerche Espartignac         |

### Géologie et relief
Le territoire de la commune, qui s'étend sur 3 005 ha, est vallonné, recouvert de bocages, de bois et bosquets.
Saint-Ybard, comme l’ensemble du canton d’Uzerche, est assis sur un sol essentiellement composé de gneiss.

### Hydrographie
La commune est parcourue par de nombreux cours d'eau, :
- la Vézère ;
- l'Auvézère ;
- le Bradascou et le ruisseau de baby affluents de la Vézère ;
- le ruisseau de la Brune et le ruisseau de Chastre affluents de l'Auvézère.

### Climat
Pour des articles plus généraux, voir Climat de la Nouvelle-Aquitaine et Climat de la Corrèze.
Historiquement, la commune est exposée à un climat océanique limousin.
En 2020, Météo-France publie une typologie des climats de la France métropolitaine dans laquelle la commune est dans une zone de transition entre le climat océanique altéré et le climat de montagne et est dans la région climatique  Ouest et nord-ouest du Massif Central, caractérisée par une pluviométrie annuelle de 900 à 1 500 mm, maximale en automne et en hiver.
Pour la période 1971-2000, la température annuelle moyenne est de 11 °C, avec  une amplitude thermique annuelle de 14,8 °C. Le cumul annuel moyen de précipitations est de 1 126 mm, avec 12,8 jours de précipitations en janvier et 7,8 jours en juillet. Pour la période 1991-2020, la température moyenne annuelle observée sur la station météorologique la plus proche, située sur la commune d'Uzerche à 4 km à vol d'oiseau, est de 12,1 °C et le cumul annuel moyen de précipitations est de 1 097,9 mm,. Pour l'avenir, les paramètres climatiques de la commune estimés pour 2050 selon différents scénarios d’émission de gaz à effet de serre sont consultables sur un site dédié publié par Météo-France en novembre 2022.

## Urbanisme

### Occupation des sols
L'occupation des sols de la commune, telle qu'elle ressort de la base de données européenne d’occupation biophysique des sols Corine Land Cover (CLC), est marquée par l'importance des territoires agricoles (89 % en 2018), une proportion sensiblement équivalente à celle de 1990 (89,5 %). La répartition détaillée en 2018 est la suivante : 
prairies (61,5 %), zones agricoles hétérogènes (26,4 %), forêts (11 %), terres arables (1,1 %).
L'évolution de l’occupation des sols de la commune et de ses infrastructures peut être observée sur les différentes représentations cartographiques du territoire : la carte de Cassini (XVIIIe siècle), la carte d'état-major (1820-1866) et les cartes ou photos aériennes de l'IGN pour la période actuelle (1950 à aujourd'hui).

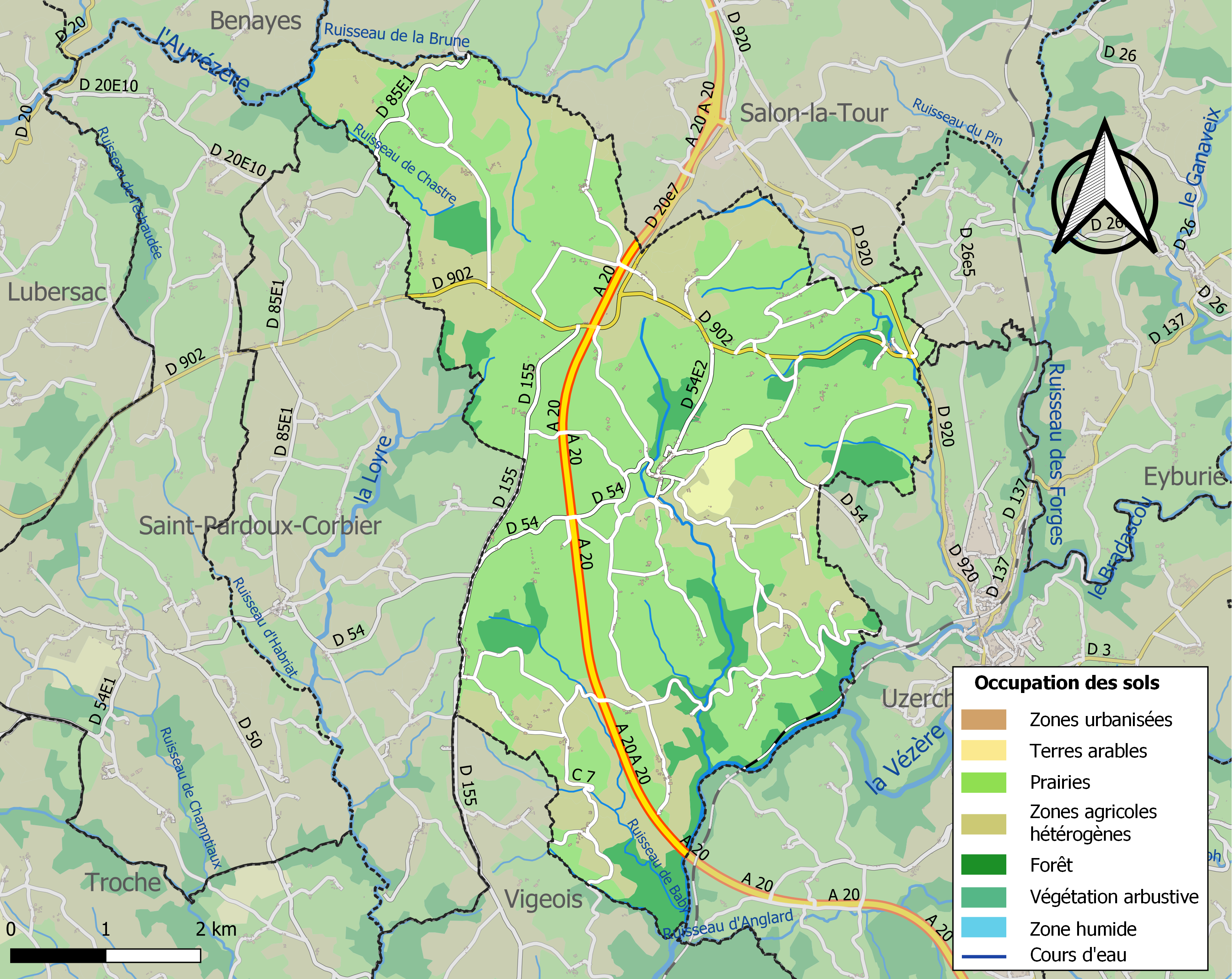
Carte des infrastructures et de l'occupation des sols de la commune en 2018 (CLC).

### Voies de communication et transports
Pour accéder à Saint-Ybard par la route, emprunter la sortie 44 de l’autoroute A20, (échangeur à 5 km).
Les accès en train les plus proches sont : la gare ferroviaire d’Uzerche à 6 km (voir Gare d'Uzerche) et la halte de Masseret à 12 km (voir Gare de Masseret).
Les aéroports sont ceux de Limoges-Bellegarde (63 km) et de Brive-Vallée de la Dordogne (50 km).

### Risques majeurs
Le territoire de la commune de Saint-Ybard est vulnérable à différents aléas naturels : météorologiques (tempête, orage, neige, grand froid, canicule ou sécheresse), inondations, feux de forêts et séisme (sismicité très faible). Il est également exposé à deux risques technologiques, le transport de matières dangereuses et la rupture d'un barrage. Un site publié par le BRGM permet d'évaluer simplement et rapidement les risques d'un bien localisé soit par son adresse soit par le numéro de sa parcelle.

#### Risques naturels
Certaines parties du territoire communal sont susceptibles d’être affectées par le risque d’inondation par débordement de cours d'eau, notamment la Vézère, le Bradascou et l'Auvézère. La commune a été reconnue en état de catastrophe naturelle au titre des dommages causés par les inondations et coulées de boue survenues en 1982 et 1999,. Le risque inondation est pris en compte dans l'aménagement du territoire de la commune par le biais du plan de prévention des risques (PPR) inondation « Vézère », approuvé le 29 août 2002.

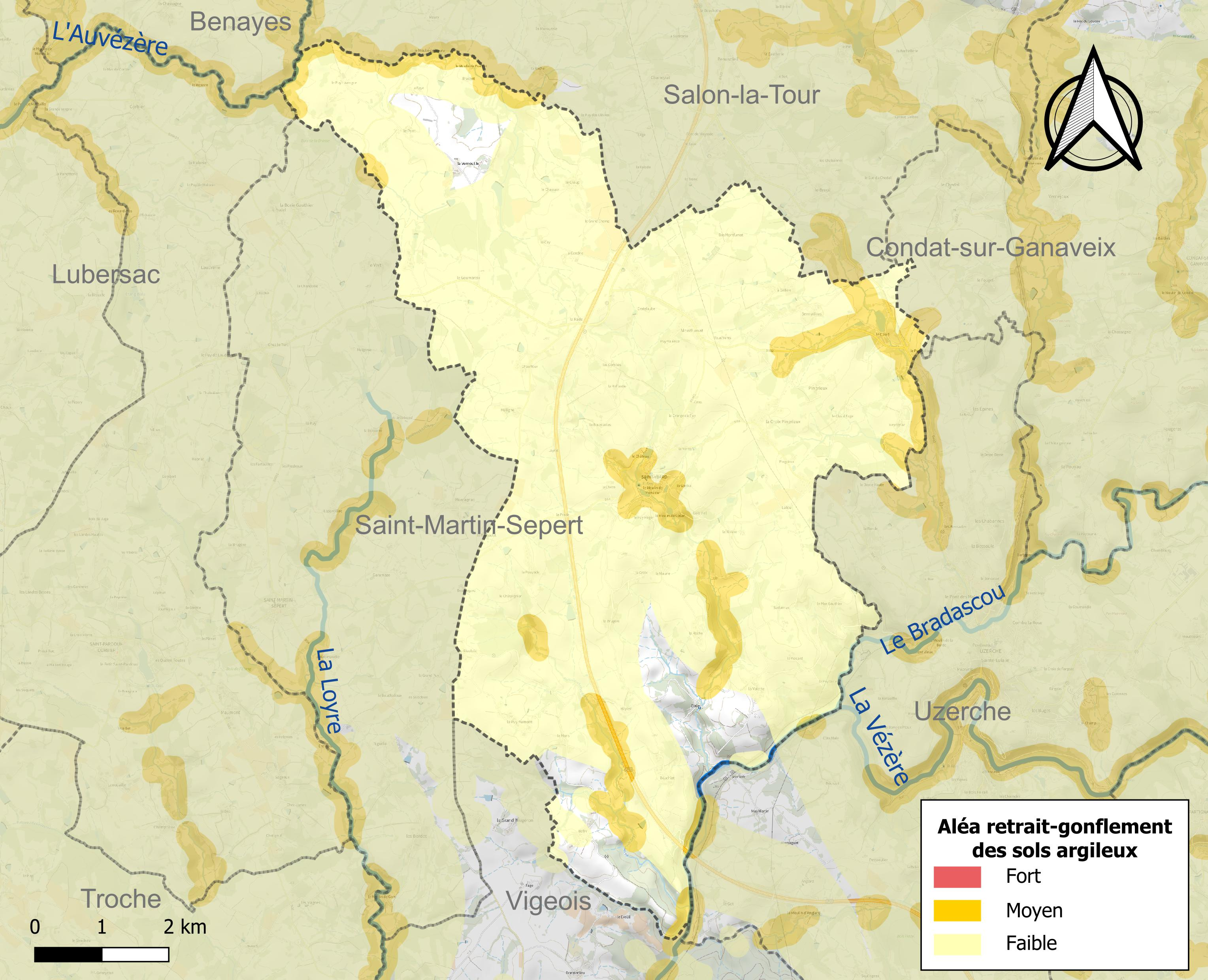
Carte des zones d'aléa retrait-gonflement des sols argileux de Saint-Ybard.

Le retrait-gonflement des sols argileux est susceptible d'engendrer des dommages importants aux bâtiments en cas d’alternance de périodes de sécheresse et de pluie. 10,4 % de la superficie communale est en aléa moyen ou fort (26,8 % au niveau départemental et 48,5 % au niveau national). Sur les 391 bâtiments dénombrés sur la commune en 2019, 29 sont en aléa moyen ou fort, soit 7 %, à comparer aux 36 % au niveau départemental et 54 % au niveau national. Une cartographie de l'exposition du territoire national au retrait gonflement des sols argileux est disponible sur le site du BRGM,.
Concernant les feux de forêt, aucun plan de prévention des risques incendie de forêt (PPRIF) n’a été établi en Corrèze, néanmoins le code de l’urbanisme impose la prise en compte des risques dans les documents d’urbanisme. Le périmètre des servitudes d'utilité publique et des zones d'obligation légale de débroussaillement pour les particuliers est quant à lui défini pour la commune dans une carte dédiée.
Concernant les mouvements de terrains, la commune a été reconnue en état de catastrophe naturelle au titre des dommages causés par des mouvements de terrain en 1999.

#### Risques technologiques
Le risque de transport de matières dangereuses sur la commune est lié à sa traversée par une route à fort trafic et une ligne de chemin de fer. Un accident se produisant sur de telles infrastructures est susceptible d’avoir des effets graves sur les biens, les personnes ou l'environnement, selon la nature du matériau transporté. Des dispositions d’urbanisme peuvent être préconisées en conséquence.
La commune est en outre située en aval du barrage de Monceaux la Virolle, un ouvrage de classe A situé en Corrèze et disposant d'une retenue de 20,5 millions de mètres cubes. À ce titre elle est susceptible d’être touchée par l’onde de submersion consécutive à la rupture de cet ouvrage.

## Toponymie
Sancti Eparchii doit son nom à Eparchius, moine périgourdin reclus à Angoulème au VIe siècle,.
Le nom de la commune est Sanch Ibarch en occitan.

## Histoire
La paroisse de Saint-Ybard, est connue sous ce nom dès 987 dans le cartulaire d’Uzerche. Son patron, Eparchius, a supplanté le toponyme antérieur. Pourtant le territoire a gardé de nombreuses traces d’une occupation très ancienne : tumulus de Montfumat et de la Vernouille, constructions gallo-romaines au bourg et au Cloup.
Il est, de plus, traversé par deux antiques chemins de long parcours qui se croisent à la Rade : le plus ancien du nord-ouest au sud-est dit Route des Métaux Précieux ; l’autre, chemin de crête (ou de pouge) reliant le Haut-Limousin au bassin de Brive, fréquenté jusqu’au XIXe siècle (route de la Vinade).
Dès le Xe siècle, la paroisse fait partie de la vicomté de Limoges et de la baronnie de Bret. À partir du XIIe siècle, les Pérusse en sont les feudataires principaux et leurs diverses branches se succèdent, à Garaboeuf et à la Vernouille jusqu’au XVIIIe siècle. La baronnie de Saint-Ybard fait alors partie du Bas-Limousin.
À la prééminence féodale des Pérusse des Cars correspond la prééminence religieuse de l’abbaye d’Uzerche qui y possède de puissants intérêts et y crée une prévôté distincte de la cure. Jusqu’en 1761 les prêtres sont à la nomination du prévôt ou de son supérieur l’abbé d’Uzerche. Quant à la fête patronale, elle passe au XIXe siècle de saint Cybard (1er juillet) à saint Roch (16 août), ce dernier étant, dit-on, souverain contre la peste et les épizooties.
Aux XVIIe siècle et XVIIIe siècle, Saint-Ybard a la réputation de pays riche où les impôts rentrent mieux que dans les paroisses voisines. De plus, les Pérusse y ont installé des forges sur la Vézère puis sur l’Auvézère et même un moulin à papier.
La Révolution française n’y est point sanglante même si le château de Garaboeuf est démoli et si un bref instant (1792-94) la commune est rébaptisée L'Union-sur-Vézère, pour suivre un décret de la Convention.
Le XIXe siècle est pour Saint-Ybard un sommet démographique (1 636 habitants en 1846). La vie politique voit durant la première moitié, l’influence prépondérante des Descubes de la Vernouille et durant la seconde, les Brugère. À partir de 1881, la querelle scolaire à Saint-Ybard comme ailleurs, constitue la ligne de clivage entre les républicains et leurs adversaires. Mais deux fléaux vont amoindrir, malgré des réussites agricoles certaines au XXe siècle, la vie de la commune : les ravages des deux guerres et une forte émigration. L’autoroute réussira-t-elle là où le chemin de fer a échoué ?

## Politique et administration

### Découpage territorial

#### Commune et intercommunalités
Saint-Ybard est membre de la communauté de communes du Pays d'Uzerche, qui est constituée de douze communes.

### Élections municipales et communautaires

#### Administration municipale
La commune dispose d'un conseil municipal de 15 membres (article L2121-2 du Code général des collectivités territoriales).

#### Liste des maires délégués
| Période      | Période      | Identité           | Étiquette | Qualité                                                      |
| ------------ | ------------ | ------------------ | --------- | ------------------------------------------------------------ |
| janvier 2025 | janvier 2025 | Jean-Jacques Dumas | LR        | Élu maire des Trois-Saints Maire délégué du 1er au 5 janvier |
| janvier 2025 | En cours     | Serge Bourbouloux  |           | 1er Adjoint au maire des Trois-Saints                        |

### Jumelages
- Saint-Ybars (France), en Ariège.

## Équipements et services publics

### Eau et déchets
Des conteneurs de tri sélectif sont accessibles sur la place du Foyer Rural, au cœur du bourg de Saint-Ybard.
La déchèterie la plus proche est celle d'Uzerche à 9,4 km.

### Espaces publics
Dans son palmarès 2024, le Conseil national de villes et villages fleuris de France a attribué deux fleurs à la commune.

### Enseignement
La commune est en regroupement pédagogique intercommunal (RPI) avec les communes de Saint-Martin-Sepert et Saint-Pardoux-Corbier : les enfants vont de l'école maternelle au CP à Saint-Ybard, puis au CE1 à l'école élémentaire publique de Saint-Martin-Sepert, et enfin du CE2 au CM2 à l'école de Saint-Pardoux-Corbier.
Ensuite, les élèves vont au collège Gaucelm-Faidit d'Uzerche. Les lycées les plus proches sont ceux de Brive-la-Gaillarde, et ceux de Tulle,.

## Population et société

### Démographie

#### Évolution démographique
L'évolution du nombre d'habitants est connue à travers les recensements de la population effectués dans la commune depuis 1793. Pour les communes de moins de 10 000 habitants, une enquête de recensement portant sur toute la population est réalisée tous les cinq ans, les populations de référence des années intermédiaires étant quant à elles estimées par interpolation ou extrapolation. Pour la commune, le premier recensement exhaustif entrant dans le cadre du nouveau dispositif a été réalisé en 2008.

En 2022, la commune comptait 717 habitants, en évolution de +5,29 % par rapport à 2016 (Corrèze : −0,59 %, France hors Mayotte : +2,11 %).
| 1793  | 1800  | 1806  | 1821  | 1831  | 1836  | 1841  | 1846  | 1851  |
| ----- | ----- | ----- | ----- | ----- | ----- | ----- | ----- | ----- |
| 1 254 | 1 321 | 1 310 | 1 515 | 1 557 | 1 532 | 1 523 | 1 636 | 1 520 |

| 1856  | 1861  | 1866  | 1872  | 1876  | 1881  | 1886  | 1891  | 1896  |
| ----- | ----- | ----- | ----- | ----- | ----- | ----- | ----- | ----- |
| 1 506 | 1 502 | 1 514 | 1 383 | 1 358 | 1 419 | 1 418 | 1 578 | 1 571 |

| 1901  | 1906  | 1911  | 1921  | 1926  | 1931  | 1936  | 1946  | 1954 |
| ----- | ----- | ----- | ----- | ----- | ----- | ----- | ----- | ---- |
| 1 514 | 1 510 | 1 510 | 1 344 | 1 223 | 1 180 | 1 155 | 1 066 | 991  |

| 1962 | 1968 | 1975 | 1982 | 1990 | 1999 | 2006 | 2008 | 2013 |
| ---- | ---- | ---- | ---- | ---- | ---- | ---- | ---- | ---- |
| 840  | 770  | 703  | 660  | 591  | 593  | 643  | 656  | 662  |

| 2018 | 2022 | - | - | - | - | - | - | - |
| ---- | ---- | - | - | - | - | - | - | - |
| 689  | 717  | - | - | - | - | - | - | - |

#### Pyramide des âges
La population de la commune est relativement âgée.
En 2018, le taux de personnes d'un âge inférieur à 30 ans s'élève à 27 %, soit en dessous de la moyenne départementale (28,7 %). À l'inverse, le taux de personnes d'âge supérieur à 60 ans est de 34,2 % la même année, alors qu'il est de 34,7 % au niveau départemental.
En 2018, la commune comptait 332 hommes pour 357 femmes, soit un taux de 51,81 % de femmes, légèrement supérieur au taux départemental (51,47 %).
Les pyramides des âges de la commune et du département s'établissent comme suit.
| Hommes | Classe d’âge | Femmes |
| ------ | ------------ | ------ |
| 0,3    | 90 ou +      | 1,7    |
| 11,4   | 75-89 ans    | 14,8   |
| 21,1   | 60-74 ans    | 19,0   |
| 20,8   | 45-59 ans    | 19,6   |
| 18,7   | 30-44 ans    | 18,5   |
| 12,0   | 15-29 ans    | 12,9   |
| 15,7   | 0-14 ans     | 13,4   |

| Hommes | Classe d’âge | Femmes |
| ------ | ------------ | ------ |
| 1,1    | 90 ou +      | 3      |
| 9,9    | 75-89 ans    | 13,5   |
| 21,2   | 60-74 ans    | 22,1   |
| 20,8   | 45-59 ans    | 19,8   |
| 16,1   | 30-44 ans    | 15,6   |
| 15,6   | 15-29 ans    | 12,5   |
| 15,2   | 0-14 ans     | 13,4   |

### Cultes
Pour le culte catholique, Saint-Ybard dépend du diocèse de Tulle, et fait partie de l'ensemble inter-paroissial d'Uzerche-Vigeois : le doyenné de Moyenne Vézère.

## Économie

### Revenus de la population et fiscalité
En 2008, le revenu fiscal médian par ménage était de 16 137 €, ce qui plaçait Saint-Ybard au 21 501e rang  parmi les 31 604 communes de plus de 50 ménages en métropole.

### Population active
La population âgée de 15 à 64 ans s'élevait en 2007 à 372 personnes (330 en 1999), parmi lesquelles on comptait 76,3 % d'actifs dont 73,7 % ayant un emploi et 2,7 % de chômeurs.
Le taux d'activité en 2007 est de 49,2 % pour la tranche d'âge 15 - 24 ans, 94,4 % pour la tranche d'âge 25 - 54 ans, et 46,5 % pour la tranche d'âge 55 - 64 ans. En 2007, 77,4 % des hommes sont actifs pour 75,1 % des femmes.
En 2007, 31,2 % des actifs de 15 ans ou plus ayant un emploi et résidant dans la commune travaillaient à Saint-Ybard, 59,2 % dans une autre commune de la Corrèze et 7,1 % dans un autre département de la région Limousin.

## Culture locale et patrimoine

### Lieux et monuments
La commune présente plusieurs sites et monuments remarquables :
- l'église Saint-Cybard-d'Angoulême de Saint-Ybard ;
- les ruines du château de Garaboeuf ;
- la chapelle Saint-Roch ;
- les magnifiques cascades de Bialet (site classé) ;
- le viaduc autoroutier ;
- le viaduc ferroviaire sur la Vézère.

### Personnalités liées à la commune
- Simone de Beauvoir, qui y passa régulièrement ses vacances étant jeune, chez son grand-père.
- Hortense Dufour, qui elle aussi passa des vacances dans le village.
- Bernard Comby, troubadour, poète né dans la commune mêlant chant et vers déclamés.
- André Dufour, né le 27 juillet 1913 à Saint-Ybard (Corrèze), mort le 5 novembre 2008 à Poitiers (Vienne) ; professeur agrégé d’histoire ; militant syndicaliste, membre de la CA du SNEPS (1937-1939), membre du bureau de la section académique (S2 puis S3) de Poitiers du SNES (1946-1968), puis secrétaire du S3 de 1961 à 1968 ; militant communiste, secrétaire du Mouvement de la Paix des Deux-Sèvres ; responsable pour la Vienne de l’ARAC.

### Héraldique
|  | De gueules au pal de vair, au lambel à cinq pendants d'argent. |

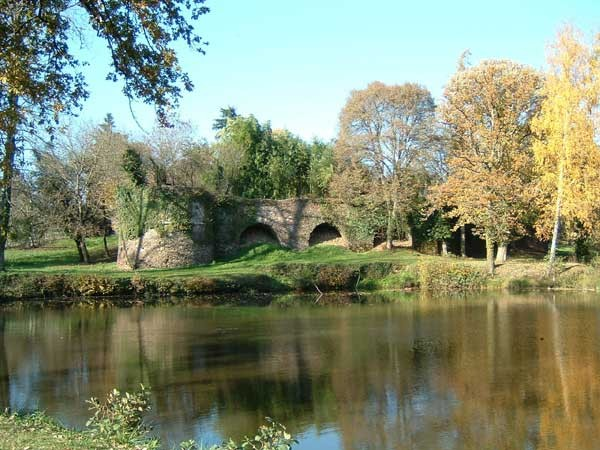
Ruines du château de Garaboeuf.